# جيل كين
جيل كين هو لاعب كرة قدم إسرائيلي، ولد في 5 مارس 1988 في البرازيل. شارك مع منتخب إسرائيل تحت 17 سنة لكرة القدم ‏. أما مع النوادي، فقد لعب مع سقصيا نيس زيونا ‏.